# Chi You

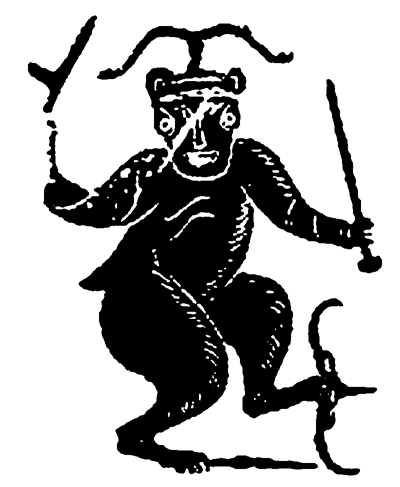
Chi You

Chi You (蚩尤) o anche Chiyou era un leggendario capo tribale della tradizione cinese, che comandava gli eserciti delle 9 tribù barbare Li (九黎), che furono combattute dal leggendario Imperatore Giallo durante il periodo mitico dei Tre Augusti e Cinque Imperatori. È considerato il capostipite del popolo Hmong (pronunciato nella loro lingua come  "Txiv yawg"), che attualmente è stanziato nel sud-est della Cina, nei pressi dell'isola di Hainan.
Chi You è famoso per essere stato l'avversario dell'Imperatore Giallo durante la mitica battaglia di Zhuolu (attualmente nella prefettura di Zhangjiakou della provincia dello Hebei, a circa 150 km da Pechino). Questa fu combattuta dagli eserciti uniti di Huang Di (l'imperatore giallo) e di Yandi, condottieri della tribù Huaxia, contro i Li di Chi You stesso, per il controllo della valle di Huang He (Fiume giallo). La battaglia fu combattuta in una fitta nebbia e si racconta che gli Huaxia ebbero la meglio grazie all'uso della bussola magnetica.